# Tenkrát na záchodě
Tenkrát na záchodě je album od brněnské hudební skupiny Morčata na útěku, které vyšlo v roce 2010. Obsahuje 17 skladeb.

## Seznam skladeb
1. Podívejte se
2. Prcáš? Prcám! (Reel 2 Real - I like to move it)
3. Svět toalet (Ready Kirken - 1+1)
4. Já tu babičku prostě žeru (Karel Gott - Trezor)
5. Tenkrát na záchodě (vlastní tvorba)
6. Lída (Kabát - Bára)
7. Divokej Jaryn - bratr Divokýho Billa (Michael Jackson - Smooth criminal)
8. Fantom Santány (Shocking Blue - Venus)
9. Ze života (Vypsaná Fixa - Stereoid)
10. Balda (Jarek Nohavica - Hlídač krav)
11. Noční můra z Kounicova Street (vlastní tvorba)
12. Pičovina (Honza Nedvěd - Podvod)
13. Lízátka (Spice Girl - Wannabe)
14. Homokládeya (Backstreet Boys - Everybody)
15. Ecivalpú (vlastní tvorba)
16. Můj hodnej strejda II (Motörhead - Ace of Spades)
17. Hidden track (Michael Jackson - They Don't Care About Us)

## Obsazení
- Yetty – zpěv
- Filipínec – bicí
- Ketchup – baskytara
- Mikesh – kytara